# فرودگاه کوبه
فرودگاه کوبه (به انگلیسی: Kobe Airport) یک فرودگاه همگانی با کد یاتا UKB است که یک باند فرود آسفالت بتن دارد و طول باند آن ۲۵۰۰ متر است. این فرودگاه در شهر کوبه کشور ژاپن قرار دارد .

## شرکت‌های هواپیمایی و مقصدهای پروازی

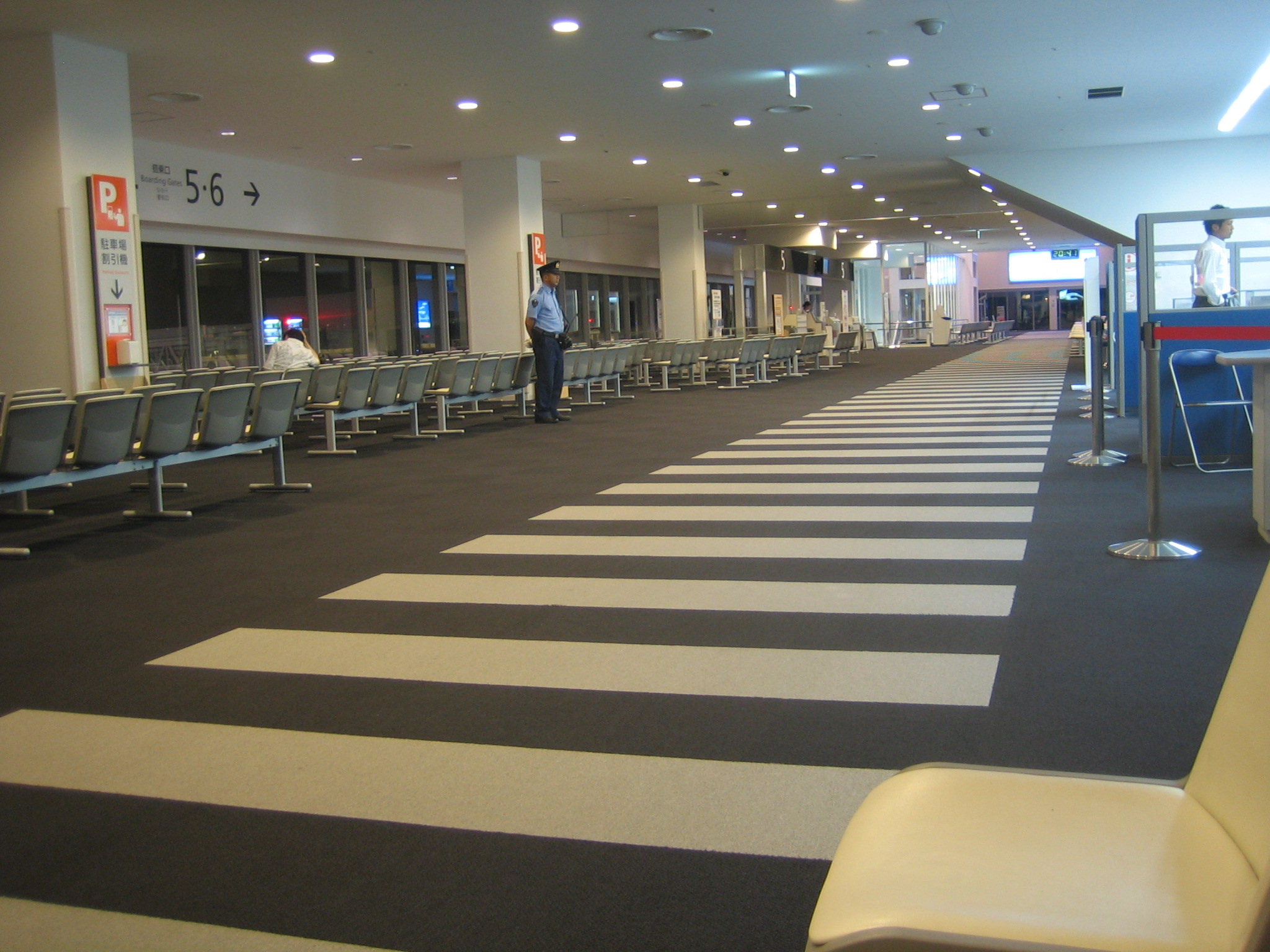
Passenger concourse

کوبه دارای یک ترمینال مسافربری با چهار دروازه است که قابلیت جابجایی دارد هواپیمای پهن‌پیکر.
| شرکت‌های هواپیمایی   | مقصدهای پروازی                                               |
| ------------------- | ------------------------------------------------------------ |
| ایر دو              | نیو چیتوز                                                    |
| آل نیپون ایرویز     | نیو چیتوز، هانه‌دا                                            |
| Solaseed Air        | ناها                                                         |
| اسکایمارک هواپیمایی | ایباراکی، کاگوشیما، ناگازاکی، ناها، نیو چیتوز، سندای، هانه‌دا |

برخی از پروازهای چارتر بین المللی نیز از فرودگاه کوبه استفاده می کنند. اگرچه باند فرودگاه به اندازه کافی طولانی نیست تا بتواند پروازهای دوربرد به اروپا و قاره آمریکا را انجام دهد، اما گهگاه به چین و سایر کشورهای مجاور چارتر می دهد.
وزارت حمل و نقل، فعالیت های داخلی برنامه ریزی شده را به 30 پرواز روزانه محدود کرده است و پروازهای بین المللی را به استثنای هواپیماهای خصوصی و چارترهای "استفاده شخصی" ممنوع کرده است تا از ازدحام بیش از حد در حریم هوایی منطقه جلوگیری کند و از رشد فرودگاه کانسای محافظت کند. سقف های پروازی محل بحث و مناقشه با حامیان فرودگاه کوبه بوده است، آنها اشاره می کنند که این سقف بر اساس فرکانس های فرودگاه کانسای محاسبه شده است که دو برابر فرکانس های موجود در حال حاضر ارائه می شود: با توجه به سطح ترافیک فعلی در کانسای، کوبی باید بتواند از پس آن بربیاید. شش یا هفت پرواز در ساعت